# Бернар Жермен дьо Ласепед
Бернар Жермен Етиен дьо Ла Вил сюр Илон, граф на Ласепед (на френски: Bernard-Germain-Étienne de La Ville-sur-Illon, comte de Lacépède) е френски зоолог и политик. Той работи главно в областта на ихтиологията и херпетологията.

## Биография
Бернар Жермен дьо Ласепед е роден през 1756 година в Ажан, Аквитания. Още в ранна възраст той се запознава с „Histoire naturelle“ („Естествена история“) на Жорж Бюфон, която предизвиква интереса му към естествознанието. Освен това той се занимава с музика – свири на пиано и орган, а две от композираните от него опери, които никога не са публикувани, са високо оценени от Христоф Вилибалд Глук.
През 1781-1785 г. Ласепед публикува двутомното изследване „Politique de la musique“ („Политика на музиката“), а междувременно пише и два трактата по физика – „Essai sur l'électricité“ (1781; „Есе за електричеството“) и „Physique générale et particulaire“ (1782–1784; „Обща и специална физика“). Те привличат вниманието на Бюфон, който през 1785 г. го назначава за поддемонстратор в Кралската градина и му предлага да продължи „Histoire naturelle“. Това продължение е публикувано под заглавията „Histoire naturelle des quadrupèdes, ovipares et des serpents“ (2 тома, 1788–1789; „Естествена история на четирикраките, яйцеснасящите и змиите“) и „Histoire naturelle des reptiles“ (1789; „Естествена история на влечугите“).
След началото на Френската революция Бернар Жермен дьо Ласепед става член на законодателното събрание, но по време на Терора напуска Париж. По-късно той оглавява отдела за влечуги и риби в Ботаническата градина (по-рано Кралска градина). През 1798 г. публикува първия том на „Histoire naturelle des poissons“ („Естествена история на рибите“), а петият излиза през 1803. През 1804 публикува „Histoire naturelle des cétacés“ („Естествена история на китоподобните“).
През следващите години Ласепед е активно ангажиран с политическа дейност и няма значителни научни приноси. През 1799 г. става сенатор, през 1801 – председател на Сената, през 1803 – велик канцлер на Почетния легион, през 1804 – държавен министър. През 1819 г., след Реставрацията, е обявен за пер на Франция. В последните години от живота си пише „Histoire générale physique et civile de l'Europe“ („Обща физическа и гражданска история на Европа“), издадена посмъртно в 18 тома през 1826 г.
Бернар Жермен дьо Ласепед умира през 1825 г. в Епине сюр Сен край Париж.